# Valea Uzului, Harghita
Valea Uzului (în maghiară Úzvölgye) este un sat în comuna Sânmartin din județul Harghita, Transilvania, România. Satul se află între Munții Ciucului la nord și Munții Nemira și Bodoc la sud, pe valea râului Uz, la granița cu județul Bacău.
Se află la o distanță de 33 km de Sânmartin, Harghita și la 25 km de Dărmănești.

## Etimologie
Toponimul Uz, care desemnează satul ardelean, râul și satul Poiana Uzului, Bacău, amintește de trecerea uzilor prin aceste zone, alături și de toponimul Oituz.

## Istoric

### Fabrica de cherestea
În anul 1897 a fost înființată o societate pe acțiuni pentru industrie forestieră, iar la sfârșitul secolului al XIX-lea și începutul secolului al XX-lea a fost pornită fabrica de cherestea scânduri, cu un capital investit de 165 de mii de forinți și 100 de angajați, fiind amplasată în sat, în câmpia Tábla. După o altă sursă, întreprinderea a fost construită în anii 1920 de către Siegfried și Arthur Rosenberg, unchi ai Verei Atkins, care își aveau și reședința aici, în coasta dealului, alături de fiii lor. Fabrica era constituită din 9 hale de producție, fiind considerată de dimensiuni considerabile și a cărei capacitate a dus la defrișarea văii Uzului, cheresteaua prelucrată fiind transportată peste graniță în regiunea Moldovei. Pentru muncitori a fost construită o colonie muncitorească formată din clădiri rezidențiale cu mai multe apartamente și cu un etaj. S-a mai construit o școală, un centru comunitar, un abator, o cantină, un birou vamal, un sediu de jandarmerie și o moară, care deserveau o populație de peste 300 de persoane.
Din punct de vedere etnic și social, satele Ciobăniș (Csobányos), Acloș (Aklos), Cinod (Csinód), Eghersec (Egerszék) și Valea Uzului (Úzvölgy) au fost formate de coloniști ceangăi crescători de animale, cărora li s-a oferit oportunități de muncă în industria forestieră în respectivele sate, situație menținută până la sfârșitul anilor 1940. Originea populației a fost stabilită în urma documentării lui Balázs Orbán pe baza mențiunilor unora precum József Teleki, László Kőváry⁠(d) și Károly Benkő⁠(d), Orbán concluzionând că pe fondul suprapopulării Scaunului Ciuc s-au înființat așezări montane de către secui săraci, printre acestea fiind și Ghimeș. În urma defrișărilor masive de la sfârșitul secolului al XIX-lea din Munții Ciucului și Hășmaș, ceangăii din Ghimeș, prin colonizări interne, s-au stabilit pe pășunile rezultate, inițial temporar și în concesiuni și ulterior în așezări permanente și cu domenii cumpărate.
În decembrie 1921, o bandă de hoți deghizați în uniforme militare și înarmați cu pistoale și grenade de mână au vizitat fabrica de cherestea, pretinzând inițial că se aflau în antrenament de noapte, ulterior reapărând în zilele următoare în civil sub pretextul căutării unui loc de muncă la fabrică, timp în care au cules informații de la angajați despre zilele de salariu. În ziua următoare, unul dintre aceștia a susținut că dorea să-și găsească un membru al familiei îngropat în sat iar seara, mai mulți dintre hoți s-au înarmat și au ordonat unui funcționar și unui pădurar a li se da mâncare și că urmăreau să jefuiască fabrica de bugetul de salarii, precum și furnizorul de alimente al cantinei și directorul. Între timp angajații fabricii au fost informați de existența acestora și s-au înarmat cu ciocane, topoare, târnăcoape și trei puști de vânătoare. Hoții, văzând mulțimea, s-au refugiat într-o baracă iar după o luptă de jumătate de oră, hoții s-au speriat de încercarea incendierii barăcii și au aruncat grenadele spre angajați și au fugit peste fosta graniță. În urma confruntării a existat un rănit iar Jandarmeria din Sereda-Ciucului a continuat prinderea hoților.
În septembrie 1928 compania locală, ce activa sub numele de „Ferăstrău cu aburi și moară sistematică a Ciucului de Jos, societate anonimă”, s-a schimbat în denumirea „Uzu”, (în maghiară „Uzu” Faipar és Münialomnál) ca societate anonimă română pentru industria lemnului și a morăritului, cu sediu în Ciuc-Sânmartin, județul Ciuc și obiect de activitate în industria morăritului în fabrica deținută din Ciuc-Sânmartin și altor mori, producerea și vânzarea de curent electric pentru iluminat, exploatarea de păduri și punerea în valoare prin industrializare a lemnului, exploatarea fabricii de cherestea deținute deja în comună, vânzarea de terenuri forestiere și altele. În anii 1930 fabrica a fost deținută de societatea Compagnie Européenne des Bois, cu activitate de export în 1931 și producție de cherestea și lăzi în 1934. În urma trecerii satului la Regatul Ungariei, compania familiei a fost confiscată și trecută în proprietatea statului ungar ca Úzvölgye Faipar Rt., director al fabricii fiind catolicul János Ivászuk. La nivelul anului 1940 fabrica avea 35 de angajați și o forță motrică de 120 cai putere. După 1945 întreprinderea a activat sub numele Fabrica de cherestea Uzu S.A.R. din Sînmartin iar în urma naționalizării din 1948 fabrica de cherestea „Uzu” l-a avut ca director pe Iosif Bocskor.
O cale ferată forestieră a fost construită la începutul anilor 1900. Mai târziu, familia Rosenberg a construit calea ferată forestieră Dărmănești–Valea Uzului.
La nivelul anului 1944, satul a avut o populație de 310 persoane împărțite în 70 de familii de etnie maghiară, cu angajați în fabrică care au fost disponibilizați pe măsură ce fabrica s-a închis începând de la finalul anului 1943. Pe fondul sărăciei cauzate de salariile mici sau a neplății acestora, familii cu câte 4–9 membrii nu au putut pe moment să se mute din localitate și au făcut foametea. O situație similară exista la fabricile de cherestea din Cinod și Ciobăniș.
Populația din Valea Uzului și Ciobăniș a scăzut continuu ca urmare a închiderii fabricilor de cherestea.

### Cazarma de grăniceri
În anul 1942, Armata Ungară a construit o cazarmă de grăniceri, ce a fost ulterior cedată spre utilizare județului Bacău, înființându-se o tabără de pionieri. La nivelul anului 2019 clădirile erau abandonate.
Satul nu este electrificat.

## Monumente comemorative

### Cimitirul Eroilor
Aici există un cimitir al soldaților căzuți în Primul Război Mondial și Al Doilea Război Mondial.
În sat există o capelă militară cu patroana Sfânta Elisabeta a Ungariei, cu oficierea în data de 26 august.

### Monumentul accidentului din 1988
Mai sus de tabăra școlară, după un pod, se află o cruce comemorativă a unui accident tragic din 21 august 1988. În acest eveniment, un camion cu remorcă ce transporta 63 de oameni, plecați la recoltatul cartofilor, în timp ce se deplasa spre județul Harghita, s-a prăbușit în râul Uz, ca urmare a surpării malului acestuia. În accident au murit 27 de persoane, în majoritate copii, din județul Bacău, 19 fiind din Faraoani, 4 din Valea Mare și 4 din Orbeni.